# Benátky nad Jizerou
Benátky nad Jizerou är en stad i Tjeckien.   Den ligger i regionen Mellersta Böhmen, i den centrala delen av landet, 40 km nordost om huvudstaden Prag. Benátky nad Jizerou ligger 241 meter över havet och antalet invånare är 6 818.
Terrängen runt Benátky nad Jizerou är platt. Runt Benátky nad Jizerou är det ganska tätbefolkat, med 166 invånare per kvadratkilometer. Närmaste större samhälle är Mladá Boleslav, 14,5 km norr om Benátky nad Jizerou. Trakten runt Benátky nad Jizerou består till största delen av jordbruksmark.